# Springsadel
I begyndelsen af 1900-tallet realiserede en italiensk kavaleriofficer ved navn Frederico Caprilli sine på det tidspunkt revolutionerende teorier om ridning. Han foreslog det fremadrettede sæde, idet han argumenterede, at skulle man være i balance med hesten ved lav fart, så skulle man også være i balance med den under galop og spring. Han lærte sine elever at afkorte stigremmene og ride med let sæde over forhindringer, hvilket placerede deres vægt over hestens balancepunkt, sådan at man hjælper hesten så meget som muligt.
Omkring 50 år efter Caprillis død blev den moderne springsadel endelig udviklet – æren for dette har den spanske grev Illias Toptani fået. Han udviklede en springsadel med stigremmene fastgjort langt fremme for at hjælpe rytteren til at få et let sæde. Store knæpuder blev tilføjet på fremadrettede sadelklapper, og sadlens sæde blev gjort kortere.